# أدريان مييرجيفسكي
أدريان مييرجيفسكي (بالبولندية: Adrian Mierzejewski)‏ (4 نوفمبر 1986 في أولشتين، بولندا) لاعب كرة قدم بولندي الجنسية يجيد اللعب في مركز الوسط المحوري في نادي سيدني الأسترالي.
بدأ مسيرته الكروية في فريق تيمبو25 أولزتن ثم فريق ناكي أولزتن وكلاهما فرق محلية صغيرة. في مايو 2003 انتقل إلى فريق ستوميل أولزتن ليلعب في دوري الدرجة الأولى لأول مرة. وفي عام 2004 انتقل إلى فريق ويلسا بلوك الذي يلعب في دوري المحترفين وحقق معه كأس بولندا عام 2006 رغم أنه لم يكن حاضراً في النهائي كما مثله في عدة مباريات في الدوري الأوروبي. في ديسمبر من عام 2008 انتقل إلى أحد أكبر أندية المحترفين البولندية وهو نادي بولونيا وارسو، وهي الفترة التي شهدت تألقه وشهرته ليصبح قائداً للفريق ويمثله في الدوري الأوروبي ويحقق لقب «أفضل لاعب في دوري المحترفين البولندي» موسم 2010-2011 . في 16 يونيو 2011 وقع عقداً انتقل بموجبه إلى نادي طرابزون سبور لمدة خمس سنوات وبقيمة 5.25 مليون يورو ليصبح أغلى لاعب ينتقل من الدوري البولندي.
تأهل مع طرابزون سبور لنهائي كأس تركيا عام 2013 وخسره 1-0 أمام فناربخشه. خلال موسم 2013-2014 مع طرابزون سبور سجل أدريان 7 أهداف، وصنع 14 هدفاً في الدوري التركي والدوري الأوروبي. وفي تاريخ 10 يونيو 2014 انتقل إلى نادي النصر السعودي لعقد مدته ثلاث سنوات ولعب معهم لموسمين بعدها انتقل إلى نادي الشارقة الإماراتي.
يمثل المنتخب البولندي منذ عام 2010 وسجل له ثلاثة أهداف دولية أحدها في مرمى منتخب الأرجنتين عام 2011 في مباراة ودية انتهت لصالح بولندا 2-1.
انتقال إلى نادي النصر السعودي في عام 2014، ولعب معهم لمدة موسمين وبعدها لعب مع نادي الشارقة الإماراتي ولعب معهم موسم وبعدها وقع مع نادي سيدني الاسترالي.

## روابط خارجية
- أدريان مييرجيفسكي على موقع الاتحاد الأوربي (الإنجليزية)
- أدريان مييرجيفسكي على موقع اتحاد تركيا (لاعب) (الإنجليزية)
- أدريان مييرجيفسكي على موقع قاعدة بيانات كرة القدم.إي يو (الإنجليزية)
- أدريان مييرجيفسكي على موقع ناشيونال فوتبول تيمز (الإنجليزية)
- أدريان مييرجيفسكي على موقع Soccerbase.com (لاعب) (الإنجليزية)
- أدريان مييرجيفسكي على موقع Soccerway.com (الإنجليزية)
- أدريان مييرجيفسكي على موقع عالم كرة القدم.نت (الإنجليزية)
- أدريان مييرجيفسكي على موقع كووورة
- أدريان مييرجيفسكي على موقع AS.com (الإسبانية)